# Рудолф Вурмбранд
Рудолф Вурмбранд (на немски: Rudolf Wurmbrand auf Stuppach und Salloder; † между 21 януари 1352 и 27 март 1354) е благородник от род Вурмбранд, господар в Щупах и Залодер при Глогниц в Долна Австрия. Прародител е на графовете фон Вурмбранд-Щупах в Долна Австрия.

## Произход
Той е син на Хайнрих Вурмбранд 'Млади' († пр. 28 септември 1350), господар в Щупах, Шмидсдорф и Графенбах, и съпругата му Кунигунда фон Гразберг († сл. 1359). Внук е на Стефан Вурмбранд 'Стари' в Щупах († 1301) и на фон Ебрнау. Правнук е на Хайнрих Вурмбранд 'Стари' († 25 март 1265), синът на Леополд Вурмбранд († сл. 1194).
Потомъкът му Мелхиор „Стари“ Вурмбранд (1475 – 1553) става фрайхер на Вурмбранд в Щупах, Залодор и Глогниц и е баща на Матиас 'Стари' фон Вурмбранд-Щупах (* ок. 1521; † 19 април 1584), фрайхер в Щупах, Залодер, Заксенбрун и Клам. Потомъкът му фрайхер Йохан Ернст Еренрайх фон Вурмбранд-Щупах (* 1606; † 22 януари 1691) е издигнат на граф на 21 март 1682 г.
Фамилията Вурмбранд е собственик на Щупах (при Глогниц) до 1659 г. Ханс Еренрайх граф фон Вурмбранд продава през 1659 г. господството Щупах на Матиас Вегерле фон Валзег.
- Дворец Щупах, Долна Австрия
- Дворец Глогниц

## Фамилия
Рудолф Вурмбранд се жени за Сузана Визенфриц, дъщеря на Георг Визенфриц, бургграф на Вартенщайн. Те имат две деца:
- Стефан Вурмбранд 'Млади' († сл. 17 юни 1393), господар в Щупах, Щиксенщайн, Зилберберг, Залодер, Хоф, Хилцмансдорф и Брайтенщайн, женен 1371 г. за Агнес Валих фон Граймзее († сл. 21 април 1393), дъщеря на Рудолф Валих фон Граймзее; имат трима сина
- Сузана Вурмбранд, омъжена за Рудолф Визенфриц († сл. 6 декември 1356)